# بيريدازين
بيريدازين هو مركب عضوي حلقي غير متجانس تركيبه الكيميائي هو: (CH)4N2 الذي يتماكب مع بيريميدين وبايرازين.
يتكون من حلقة سداسية من أربع ذرات كاربون وذرتي نيتروجين متجاورتين؛ وهو ينتمي بذلك إلى مجموعة مركبات الديازينات.